# 顿河共和国
顿河共和国（烏克蘭語：Донська Республіка），是在俄罗斯帝国瓦解后，在俄国内战期间出现的一个反布尔什维克国家，1920年被红军占领。顿河共和国独立于1918年5月18日，由当地一支被称作“克卢格”的顿河哥萨克人团体主使。在之前的5月10日，“克卢格”已经将之前独立的“顿河苏维埃共和国”从顿河州范围内驱逐了出去。顿河共和国的首都在新切尔卡斯克，并且宣称对顿河流域拥有主权。顿河共和国分为10个州，他们都位于现今俄罗斯的罗斯托夫州、伏尔加格勒州、乌克兰的卢甘斯克州和顿涅茨克州境内。在苏联解体期间的1991年10月，在俄罗斯境内出现了一个叫做“顿河哥萨克共和国”的政权，首都同样在新切尔卡斯克，一个月后，他们成立了“南俄哥萨克联盟”，但是他们未受国际承认，不久后就被俄罗斯联邦吞并。